# Bucha
Bucha (en ucraniano y ruso: Бу́ча) es una ciudad de importancia regional de Ucrania perteneciente a la óblast de Kiev. En 2021 tenía una población estimada de 36 971 habitantes.
Recibió su estatus de ciudad de importancia regional en 2006. Hasta 1996 pertenecía a Irpín.

## Demografía
La ciudad ha tenido los siguientes datos de población:
- 1923: 1141 habitantes
- 1959: 6884 habitantes
- 1970: 19 392 habitantes
- 1989: 26 115 habitantes
- 2001: 28 533 habitantes